# Panorpa ensigera
Panorpa ensigera is een insect uit de orde van de schorpioenvliegen (Mecoptera), familie van de schorpioenvliegen (Panorpidae). De wetenschappelijke naam van de soort is voor het eerst geldig gepubliceerd door Bicha in 1983.
De soort komt voor in de Verenigde Staten.